# Hannover (Suriname)
Hannover is een plaats in Suriname, ontstaan uit een voormalige hout- en indigoplantage aan de Parakreek.

## Plantage
De plantage, in Sranan Tongo ook wel Hannau genoemd, was gelegen in het afvaren van de Parakreek aan de rechterzijde; grenzend stroomopwaarts aan plantage Beaulieu, stroomafwaarts aan plantage Jagersburg, beiden cacao- annex houtgronden. 
In 1795 was houtplantage Hannover 5.422 Surinaamse akkers groot, ongeveer 2.328 hectare. In de 19e eeuw was het areaal kleiner en werd behalve hout ook indigo geproduceerd. 

## Eigendomssituaties
(naar jaar)
- 1793-1795: H.F. Matille nom. ux.
- 1819: J.L. Matile
- 1826: Wed. J.S. van de Poll qq.
- 1827: S. de la Parra
- 1828: Mr. G.A.v. der Mee en F.W.R. Hostmann
- 1837: Boedel Mr. G.A.v. der Mee en F.W.R. Hostmann
- 1863: H. Wright, woonachtig in Paramaribo

## Emancipatie
Bij de afschaffing van de slavernij in Suriname in 1863 werden op plantage Hannover 246 slaven vrijgemaakt, waarbij 18 nieuwe familienamen werden geboekstaafd, te weten: Ambel, Biet, Clydesdale, Eenling Elsdijk, Fan, Fer, Glass, Klas, Krak, Lenar, Mijnals, Mis, Renfurm, Republiek, Stolp, Vreds en Winse.